# Philip Sassoon
Philip Albert Gustave David Sassoon, né le 4 décembre 1888 et mort le 3 juin 1939, est un homme politique britannique, un collectionneur d'art et une personnalité mondaine, recevant de nombreux invités célèbres dans ses propriétés anglaises, à Port Lympne Mansion, dans le Kent, et à Trent Park, dans l'Hertfordshire.

## Famille
Il est membre de l'éminente famille juive Sassoon et de la famille Rothschild. Il est né dans le manoir de sa mère sur l'avenue de Marigny, à Paris. Son père est Sir Edward Albert Sassoon, 2e baronnet, député, fils d'Albert Abdullah David Sassoon ; sa mère est Aline Caroline, fille de Gustave Samuel de Rothschild. Sa sœur Sybil Sassoon épouse le marquis de Cholmondeley. C'est un cousin du poète de guerre Siegfried Sassoon. Sa branche de la famille Sassoon-Rothschild garde la foi juive, fait des dons à des œuvres caritatives juives et fonde des synagogues.
Son arrière-grand-père David Sassoon a été emprisonné à Bagdad en 1828 et, en 1832, il crée son entreprise David Sassoon & Co. à Bombay. Il profite de la domination britannique pour retourner à Bagdad pour faire du commerce. La famille s'installe finalement au 12, Leadenhall Street, à Londres avec une succursale à Manchester. Les Sassoon sont des juifs assimilés, s'habillant, agissant et pensant comme des Anglais. Les frères Sassoon, David et Albert, amis du prince de Galles, ont créé la marque «Black Horse». Son père achète Shorncliffe Lodge, dont son cousin Mayer Rothschild est député. Son père n'est pas un député très important, mais ses influences politiques ont un effet profond sur le jeune Philip.
Il fait ses études à la Farnborough Prep School et au Collège d'Eton avant de monter à Oxford. Le vieil Etonian Arthur Balfour lui recommande la Debating Society. Son père est également ami avec Frances Horner, épouse de Sir John Horner, un ami de longue date de Gladstone qui vit au Mells Manor dans le Somerset. Son maître de maison est membre de la société secrète des libéraux, les Jeunes Apôtres. Osbert Sitwell, le Yorkshireman et auteur, est également un proche contemporain. Sassoon apprend l'esthétique par Henry Luxmoore, donnant un aperçu de la philosophie et du réalisme social. Cependant, il choisit d'étudier l'histoire moderne à Christ Church, Oxford. Il est l'un des 25 étudiants juifs de premier cycle, mais est invité à rejoindre le Bullingdon club. Il rejoint le East Kent Yeomanry alors qu'il est encore à Oxford et est nommé sous-lieutenant.
Philip Sassoon est élu au Parlement en 1912 . Après la mort de son parent David Gubbay (1865–1928), Sassoon devient président de la société de sa famille, David Sassoon & Co., bien que sa participation à la gestion de celle-ci ne soit que symbolique. Cependant, il continue à être actionnaire .

## Première Guerre mondiale
Sassoon sert de secrétaire privé au maréchal Douglas Haig pendant la Première Guerre mondiale de 1915 à 1918 . Sassoon est présent à la réunion du 1er décembre 1914 au Château Demont à Merville en France, lorsque le roi George V et Edward Prince de Galles rencontrent Raymond Poincaré, président de la France, et les généraux Joseph Joffre, Ferdinand Foch et Sir Henry Rawlinson. Les alliés montrent leur détermination à combattre l'Allemagne et les puissances centrales. En raison de ses «nombreux liens sociaux et politiques», Sassoon, alors sous-lieutenant du Royal East Kent Yeomanry, est présent. Une plaque carrée en bronze commémorant l'occasion a été mise aux enchères en 2012.

## Carrière politique

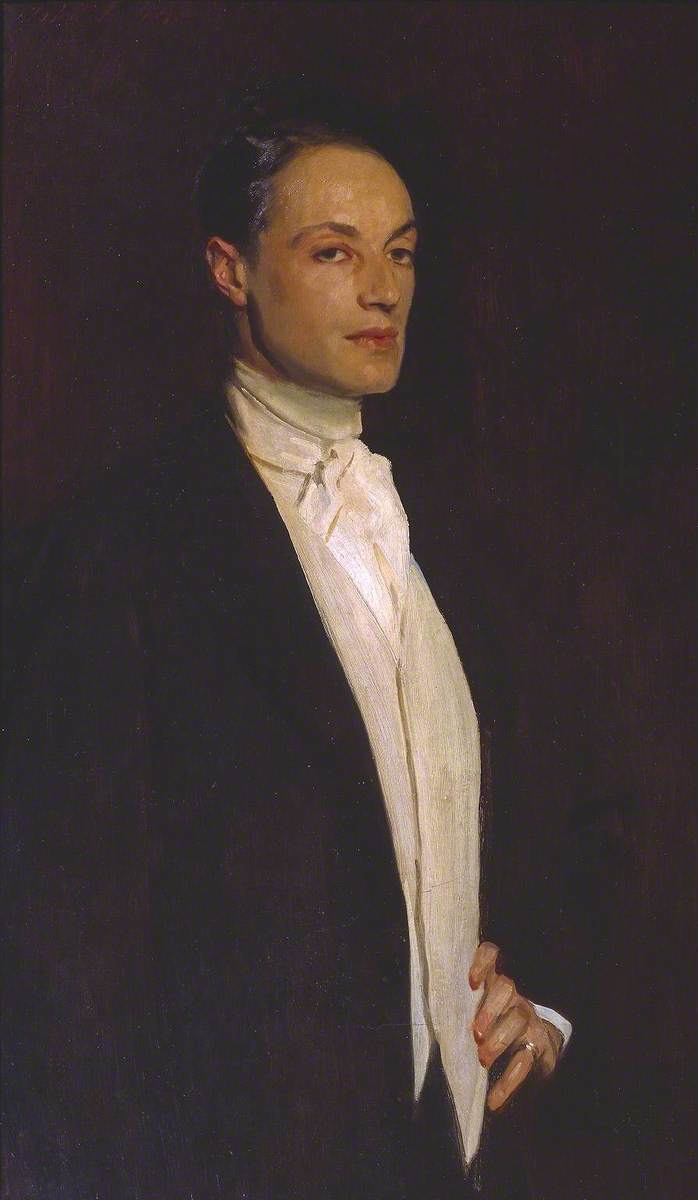
Sir Philip Sassoon, John Singer Sargent, 1923

Il est député de Hythe à partir de 1912, succédant à son père, et est alors le « bébé de la maison ». En tant que député, il prône le développement de l'aviation et achète son propre avion en 1919.
Sassoon est Secrétaire parlementaire privé de David Lloyd George en 1920. Entre 1924 et 1929 et de nouveau de 1931 à 1937, il est Sous-secrétaire d'État de l'air, faisant la promotion du transport aérien civil, et acquiert une grande notoriété dans les cercles politiques. Il est nommé conseiller privé dans les honneurs de dissolution de 1929. En 1937, il devient premier commissaire des travaux, poste qu'il occupe jusqu'à sa mort, à l'âge de cinquante ans, deux ans plus tard.
Il est un admirateur du prince de Galles et soutient le roi pendant la crise d'abdication de 1936. Selon un examen de la biographie de 2016, «il voulait la paix internationale à tout prix et se persuadait que les promesses d'Hitler étaient fiables».

## Propriétés
Il a la réputation d'être l'un des plus grands hôtes de Grande-Bretagne. Bien qu'il possède une maison à Park Lane, Sassoon fait en sorte que Herbert Baker conçoive une autre maison pour lui en 1912, Port Lympne dans le Kent. (Des décennies plus tard, il est devenu le parc animalier de Port Lympne ).
Il est également propriétaire de Trent Park et engage Philip Tilden pour reconstruire en grande partie ce manoir situé à Cockfosters. Les différences stylistiques entre les deux maisons illustrent les changements de goût des membres de la haute société britannique de l'époque. Trent Park possède un paysage conçu par Humphry Repton mais la maison existante est victorienne et sans distinction. Sassoon fait démolir ou modifier les ajouts victoriens, à l'exception de l'aile de service ouest, entre 1926 et 1931. Les ailes en saillie sont ajoutées à l'entrée (sud) avant. Ces modifications conduisent à un grand manoir au début de style géorgien .
Sassoon effectue des fouilles de Camlet Moat à Trent Park dans les années 1920 et aurait trouvé des poutres en chêne qui formaient la base d'un pont-levis, des chaussures et des poignards romains ainsi que des carreaux de mosaïque représentant un chevalier monté sur un cheval blanc. Les fondations d'un grand bâtiment en pierre ont également été retrouvées. English Heritage a refait les fouilles en 1999 .
Ni les intérieurs éblouissants ni les jardins extravagants de Port Lympne Mansion ne peuvent être décrits comme étant «réservés», ni même «anglais». En fait, un critique d'une biographie de 2016 sur Sassoon le décrit comme un «manoir sybarite» . Sa salle à manger d'inspiration Ballets Russes à Port Lympne avec ses murs en Lapis-lazuli, son plafond opalescent, ses chaises à ailes dorées avec des coussins vert jade, le tout surmonté d'une frise d'Africains à peine vêtus, suggère la confiance extérieure d'un Rothschild et d'un homme ouvertement gay.
Philip Tilden ajoute une aile de célibataire avec une cour mauresque, que Lady Honor Channon (épouse de l'homme politique Sir Henry Channon (en), dit Chips Channon) compare méchamment à un bordel espagnol, pour accueillir les jeunes aviateurs du terrain de vol de Romney Marsh à proximité – parmi ses autres enthousiasmes, Sir Philip est lui-même un aviateur – et les piscines jumelles de Tilden et l'escalier de jardin classique monumentale sont à peu près dans le même esprit théâtral.

## Aviation
En tant que secrétaire d'État à l'Air, Sassoon est le commodore honoraire de l'air de l'escadron n° 601 (comté de Londres). L'escadron est surnommé «l'escadron des millionnaires» parce qu'il aurait six membres millionnaires. En 1932, il est enthousiasmé par le nouveau monoplan Percival Petrel et commande son propre modèle propulsé par un moteur six cylindres Napier Javelin 111, avec l'intérieur fini en cuir rouge. Dans cette luxueuse Gull G-ACGR, il participe à la King's Cup et à la Folkestone Aero Trophy Race. En tant que sous-secrétaire d'État à l'Air, Sassoon effectue la première inspection générale des stations aériennes britanniques d'outre-mer, pilotant le Blackburn Iris. Par la suite, il écrit The Third Route, publié par Heinemann en 1929, racontant l'histoire du développement de la route aérienne de l'Angleterre à l'Inde.

## Honneurs et décorations
Sassoon est nommé Compagnon de l'Ordre de St Michael et St George (CMG) en 1917 . Le 7 octobre 1919, il reçoit la Croix de guerre française "pour services distingués rendus au cours de la campagne". En 1923, il est fait chevalier grand-croix de l'ordre de l'Empire britannique (GBE) .
Il est président du conseil d'administration de la National Gallery de 1933 à 1935 et, en tant que ministre des Travaux publics dans les années 1930, il est chargé d'embellir de nombreux monuments et parcs de Londres. En tant que collectionneur, Philip Sassoon est, comme beaucoup de Rothschild, attiré principalement par le 18e siècle anglais et français, mais il collectionne également des artistes contemporains tels que John Singer Sargent et William Orpen .

## Vie privée
Sassoon aurait vécu une vie ouvertement homosexuelle . Selon un critique d'une biographie de Sassoon en 2016, «sa vie personnelle était quelque chose qu'il a fermé au monde». Il n'y avait qu'une seule lettre intime parmi ses papiers personnels, à «Jack», un compagnon de voyage. Le critique ajoute, «malgré ses nombreux amis gays et bisexuels, loin des« cercles bohèmes », c'était toujours un sujet tabou (les actes homosexuels étaient illégaux). Sassoon était par conséquent considéré comme une figure solitaire énigmatique ". Un autre critique a déclaré que «sa sexualité était au cœur de son caractère et de ses activités, mais il n'y a jamais aucune trace d'activité sexuelle dans les nombreux souvenirs de lui».
Sassoon est décédé le 3 juin 1939, à l'âge de 50 ans, des complications de la grippe . Il laisse une succession d'une valeur de 1 980 892 £ sur laquelle des droits de succession de près de 800 000 £ ont été payés. Hannah Gubbay (1885–1968), la veuve de David Gubbay, est la principale bénéficiaire, héritant de Port Lympne, de Trent Park et d'une rente de 11 000 £ .